# Майяр, Франсуаза
Франсуаза Майяр (фр. Françoise Mailliard, 18 декабря 1929 - 7 июня 2017) — французская фехтовальщица-рапиристка, призёр чемпионатов мира.

## Биография
Родилась в 1929 году в Орлеане. В 1952 и 1953 годах становилась серебряным призёром чемпионатов мира. На чемпионате мира 1954 года стала обладательницей бронзовой медали. В 1955 и 1956 году вновь завоёвывала серебряные медали чемпионатов мира, на чемпионате мира 1958 года вновь получила бронзовую медаль. В 1960 году приняла участие в Олимпийских играх в Риме, но там французская команда заняла лишь 5-е место.